# Hayrenyats
Hayrenyats (en arménien Հայրենյաց) est une communauté rurale du marz de Shirak en Arménie. En 2008, elle compte 830 habitants.